# Fluoruro

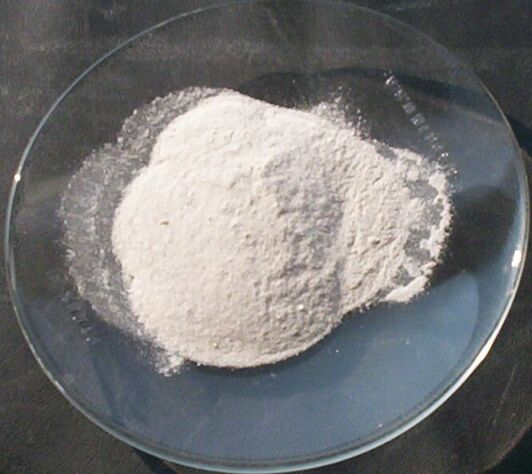
Fluoruro de calcio.

Los fluoruros son las sales del ácido fluorhídrico (HF), y tienen como anión el F-.

## Generales

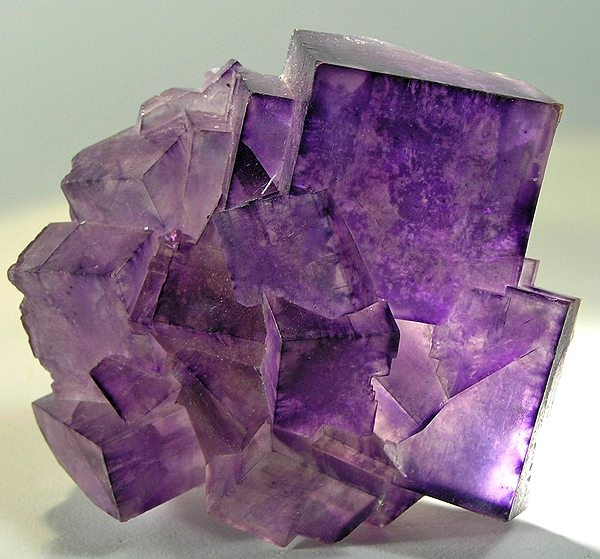
Fluorita, mineral formado por la combinación de flúor y calcio (CaF2).

Los fluoruros suelen ser compuestos incoloros (si no están unidos a un grupo coloreado). Los fluoruros de los metales alcalinos son solubles en agua e higroscópicos, mientras que los fluoruros de los elementos alcalinotérreos, especialmente del calcio y del bario, son poco solubles. El fluoruro de calcio se encuentra en la naturaleza como fluorita (de este mineral han recibido su nombre el elemento y los fluoruros), el principal mineral de este elemento. El difluoruro de oxígeno (OF2) es el único compuesto con el oxígeno en el estado de oxidación +2.
El fluoruro no puede ser oxidado por otros elementos o compuestos a flúor elemental, por ello los fluoruros pueden estabilizar los números de oxidación más elevados de los elementos.
Los compuestos fluoruros exterminan todos los microorganismos del sistema digestivo. A largo plazo pueden causar problemas digestivos y ciertos problemas con el colon.

## Síntesis
Los fluoruros se generan convenientemente a partir de la base correspondiente y el ácido fluorhídrico. Así se puede obtener el fluoruro sódico a partir de soda cáustica:
NaOH + HF → NaF + H2O
También se puede recurrir al intercambio del anión partiendo de otras sales. La reacción a partir de los elementos es generalmente muy violenta.

## Aplicaciones
En el ámbito familiar los fluoruros inorgánicos se encuentran sobre todo en los productos para la higiene dental. Se aplica para que al intercambiarse con grupos hidróxido del esmalte dental hace el diente más resistente frente a los ataques de caries. Se suelen aplicar fluoruro de sodio, fluorofosfatos o fluoroaminas en las formulaciones de las pastas de diente (véase terapia de fluoruro y remineralización de los dientes). En algunos países se añade fluoruro al agua potable para favorecer la salud dental (ver fluoración del agua potable).
Los fluoruros también se utilizan en la industria:
- El hexafluoruro de azufre (SF6) es un gas muy pesado y se ha utilizado para rellenar pelotas de tenis.
- El fluoruro de calcio se utiliza en metalurgia para hacer más fluidas las escorias.
- El bifluoruro de amonio (NH4HF2) se utiliza en el tratamiento de las superficies de vidrio que corroe y las hace opacas.
- La criolita (Na3AlF6) se utiliza como electrolito en la obtención del aluminio.
- Ya que del flúor solo existe un isótopo estable los fluoruros se utilizan también en la separación de otros elementos. Así, la separación del uranio 235U del 238U pasa a través del hexafluoruro de uranio.
- Algunos fluoruros como el trifluoruro de boro (BF3) son ácidos de Lewis fuertes y se utilizan como tales y como catalizadores.

## Análisis
El método clásico para determinar cualitativamente la presencia de fluoruro es el tratamiento de la muestra con ácido sulfúrico concentrado. Este libera ácido fluorhídrico que a su vez ataca el vidrio, transformando el silicato en tetrafluoruro de silicio, una sustancia volátil. Debido a la corrosión de la superficie esta ya no es mojada por el ácido o el agua.
Una gota de agua acercada a la muestra en estas condiciones se enturbia ya que el tetrafluoruro de silicio se hidroliza en ella y el cuarzo regenerado precipita:
SiF4 + 2 H2O → SiO2 + 4 HF
exactamente

## Toxicología

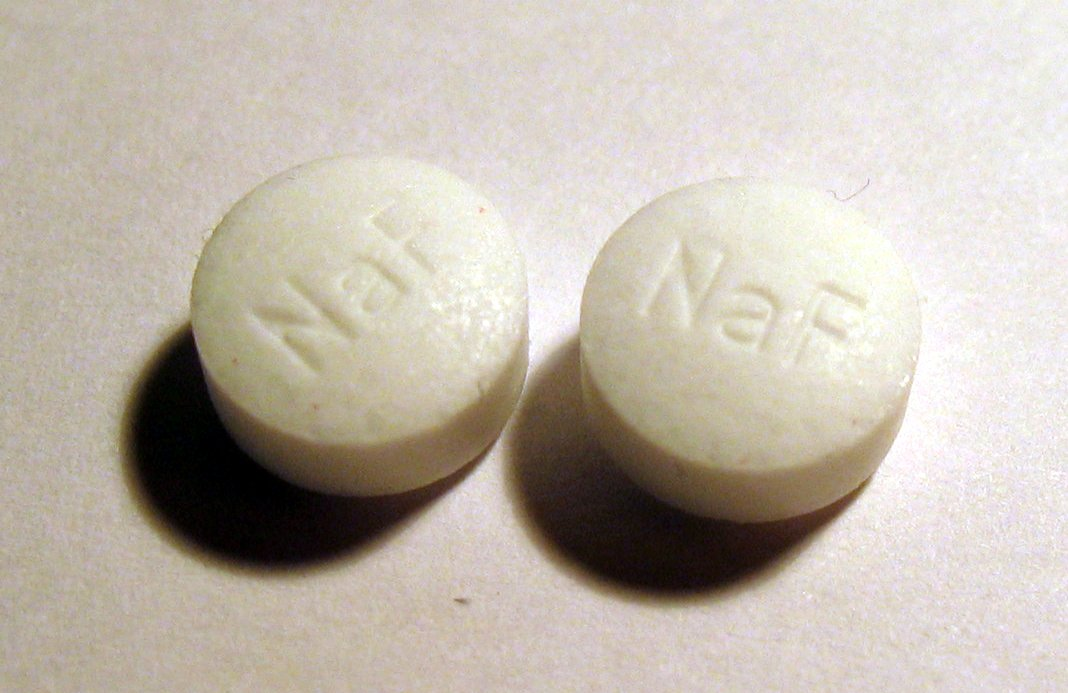
Comprimidos de fluoruro sódico, usados en la prevención de la caries

En concentraciones altas los fluoruros son tóxicos. La razón es, por una parte, la precipitación del calcio en forma del fluoruro de calcio y, por otra parte, puede formar complejos con los centros metálicos de algunas enzimas.
Afecta a la enolasa reaccionando con sus átomos de magnesio y formando complejos con fosfatos inorgánicos. Esto hará que el 2-fosfoglicerato no se pueda metabolizar a fosfoenolpiruvato, deteniendo así la glucólisis.
Alrededor de un tercio de la población mundial obtiene agua potable de las reservas de agua subterránea. Se estima que alrededor de un 10 por ciento de la población mundial —en torno a 300 millones de personas— se abastecen de agua de reservorios subterráneos contaminados con arsénico y fluoruro. La contaminación por estos oligoelementos es en general de origen natural y se produce por la liberación al medio acuoso de contaminantes por medio de mecanismos de alteración y/o desorción de los minerales contenidos tanto en rocas como en sedimentos.
En el año 2008, el Instituto Suizo de Investigación del Agua (Eawag) presentó un nuevo método que permite establecer mapas de riesgo para sustancias tóxicas de origen geológico en las aguas subterráneas. La principal ventaja de esta aproximación, es que permite establecer, para cada zona de extracción, la probabilidad de que el agua esté o no contaminada, lo que facilita los trabajos de muestreo y la identificación de nuevas áreas potencialmente contaminadas.
En el año 2016 este grupo de investigadores ha puesto a disposición pública los conocimientos adquiridos por medio de la plataforma Groundwater Assessment Platform GAP (www.gapmaps.org). Esta plataforma permite a expertos de todo el mundo, utilizar y visualizar datos analíticos propios, a fin de elaborar mapas de riesgo para una determinada zona de interés. La plataforma GAP funciona al mismo tiempo como un foro de discusión para el intercambio de conocimientos, con el fin de continuar desarrollando y perfeccionando los métodos para la eliminación de sustancias nocivas de las aguas destinadas al consumo humano.

## Los fluoruros orgánicos
Los fluoruros orgánicos son compuestos que contienen el flúor unido a un átomo de carbono. Se suele tratar de sustancias incoloras e inertes frente a muchas reacciones debido a la elevada energía del enlace C-F. Solo en algunos fluoruros activados el flúor puede ser desplazado en un ataque nucleófilo.
El fluoruro orgánico más conocido es el teflón (el politetrafluoretileno), una sustancia plástica de elevada resistencia química y térmica.
En farmacología la introducción de un fluoruro a menudo aumenta la vida media de un medicamento en el metabolismo del paciente ya que no pueden ser eliminados por las enzimas de nuestro cuerpo.
Los fluoruros orgánicos se suelen generar por intercambio de otros haluros con fluoruros inorgánicos disueltos en disolventes orgánicos. También se han desarrollado técnicas de electrólisis para la síntesis de compuestos perfluorados.